# Kai Besar
Kai Besar (đảo Kai Lớn, còn gọi là Nuhu Yuut hay Nusteen)  là một đảo thuộc quần đảo Kai, là bộ phận của quần đảo Maluku, Indonesia. Đảo có diện tích 550 km2 (210 dặm vuông Anh). Đảo lớn khác trong quần đảo Kai là Kai Kecil (đảo Kai Nhỏ). Mũi phía bắc của đảo gọi là Tanjung Borang, và mũi phía nam gọi là Tanjung Weduar.